# Cyanopterus flavoguttatus
Cyanopterus flavoguttatus är en stekelart som först beskrevs av Gerstaecker 1858.  Cyanopterus flavoguttatus ingår i släktet Cyanopterus och familjen bracksteklar. Inga underarter finns listade i Catalogue of Life.